# Cohocton (Nueva York)
Cohocton es un pueblo ubicado en el condado de Steuben en el estado estadounidense de Nueva York. En el año 2000 tenía una población de 2,626 habitantes y una densidad poblacional de 18 personas por km².

## Geografía
Cohocton se encuentra ubicado en las coordenadas 42°30′02″N 77°30′01″O / 42.50056, -77.50028.

## Demografía
Según la Oficina del Censo en 2000 los ingresos medios por hogar en la localidad eran de $35,559, y los ingresos medios por familia eran $39,583. Los hombres tenían unos ingresos medios de $28,333 frente a los $25,208 para las mujeres. La renta per cápita para la localidad era de $15,243. Alrededor del 17.6% de la población estaban por debajo del umbral de pobreza.